# Jaś i Małgosia (opera)
Jaś i Małgosia (niem. Hänsel und Gretel) – opera, ściślej: baśń teatralna (Märchenspiel) w trzech obrazach z muzyką autorstwa Engelberta Humperdincka i tekstem, w języku niemieckim, napisanym przez siostrę kompozytora Adelheid Wette, opartym na utworze o tym samym tytule braci Wilhelma i Jacoba Grimmów. Światowa prapremiera dzieła miała miejsce w Weimarze, 23 grudnia 1893.

## Osoby, typ głosu, obsada premiery
| Rola             | Typ głosu   | Pierwsza obsada, 23 XII 1893 Dyrygent: Richard Strauss |
| ---------------- | ----------- | ------------------------------------------------------ |
| Piotr (Ojciec)   | baryton     | Ferdinand Wiedey                                       |
| Gertruda (Matka) | mezzosopran | Luise Tibelti                                          |
| Jaś              | mezzosopran | Ida Schubert                                           |
| Małgosia         | sopran      | Marie Kayser                                           |
| Czarownica       | mezzosopran | Hermine Finck                                          |
| Duszek Piaskowy  | sopran      |                                                        |
| Duszek Rosy      | sopran      |                                                        |